# Егбърт Уесекски
Егберт е крал на Уесекс през 802 – 839 г. Преди да заеме престола прекарва известно време в изгнание в двора на крал Офа в Мерсия и в двора на Карл Велики във Франкската държава. През 825 г. успява да постигне окончателна победа над Мерсия, а през 829 г. подчинява кралства Източна Англия и Кент. Кралят на Нортумбрия му дава васална клетва. Така има почти пълна власт над Британия. В тази държава се учредява Съвет на мъдрите – уитенагемот, в който вземат участие най-едрите собственици на земя в кралството.